# Степное (Черкасская область)
Степное (укр. Степне) — посёлок в Тальновском районе Черкасской области Украины.
Население по переписи 2001 года составляло 123 человека. Почтовый индекс — 20423. Телефонный код — 4731.

## Местный совет
20423, Черкасская обл., Тальновский р-н, с. Соколовочка, ул. Коцюбинского, 24